# Sippenauer Moor
Das Sippenauer Moor ist ein Naturschutzgebiet und ein FFH-Gebiet in der Gemarkung Mitterfecking im Gemeindegebiet von Saal an der Donau im niederbayerischen Landkreis Kelheim. Es liegt südöstlich des Saaler Ortsteils Mitterfecking und westlich des Hausener Ortsteils Sippenau.

## Lage und Beschaffenheit
Das Sippenauer Moor liegt in einem Taleinschnitt, der in früherer Zeit von der Donau durchflossen wurde und heute den in die Donau mündenden Feckinger Bach führt (Durchströmungsmoor). Am südlichen Rand des Moores verläuft eine Grenze des Weißen Juras mit charakteristischem Malmkalk. An dieser Stelle bilden sich verstärkt Karstquellen, die das Moor speisen. Das austretende Grundwasser ist stark schwefelhaltig. Das Biotop gliedert sich in die sogenannte Altfläche von etwa 1,35 ha im Nordwesten des Moores, deren Torfkörper aus dem Ende der letzten Eiszeit stammt und die jüngeren Flächen von ca. 15,9 ha, die von Lösseinwehungen geprägt sind. Diese fördern die Bildung von Niedermoortorf, während im Bereich der Altfläche Niedermoortorf durch das einströmende Karstwasser gebildet wird.
Die Schwefelquellen des Moores stellen eine Besonderheit im gesamten bayerischen Raum dar. Die Herkunft des enthaltenen Schwefels ist ungeklärt. Vermutet wird unter anderem, dass er aus Braunkohlevorkommen des Tertiärs im Alpenvorland oder aus Pyritknollen im angrenzenden Malmkalk stammt.
Das Alter der Schwefelwässer in diesem Gebiet wird auf 8.000 bis 20.000 Jahre geschätzt.
Von den Schwefelquellen leitet sich auch der Name des Moors her: Sippen bedeutet „stinken“ oder „faulig riechen“.

## Geschichte
Bereits im Hochmittelalter wurde das Gebiet des Moores besiedelt, wovon zahlreiche landschaftliche Merkmale wie Wälle und Gräben noch heute zeugen. Auch gibt es Hinweise auf einen mittelalterlichen Burgstall.
Zu Beginn des 20. Jahrhunderts wollte man die Schwefelquellen des Moores für ein Kurbad nützen, was jedoch die Zerstörung des Moores bedeutet hätte.
Deshalb begann die Regensburgische Botanische Gesellschaft (RBG) 1911 mit dem Aufkauf erster Flächen im Gebiet der Altfläche, 1939 wurde es zum Naturschutzgebiet erklärt. Seither gilt in dem öffentlich zugänglichen Gebiet ein Wegegebot.
Bis 2003 vergrößerte die RBG ihren Besitz im Bereich des Sippenauer Moores auf 15,9 ha.

## Gefährdung und Pflege
Akut gefährdet ist das Biotop vor allem durch Grundwasserabpumpungen durch das Kalkwerk Saal an der Donau in einem ca. 1,5 km entfernten Steinbruch. Untersuchungen ergaben, dass sich im Zeitraum der Abpumpungen (1977–1985 und ab 1996) die Pegelstände des Moores kritisch entwickelten, wodurch besonders die sensible Altfläche bedroht wurde.
Infolgedessen kam es zu einer gerichtlichen Auseinandersetzung zwischen dem Kalkwerk Saal an der Donau und der RBG, die die Grundwassernutzung im Umkreis des Moors zum Gegenstand hatte. Sie endete im Mai 2001 mit einem Vergleich des Bayerischen Verwaltungsgerichtshofs, der das Ausmaß der Abpumpungen sowie die finanzielle Aufteilung von Ausgleichsmaßnahmen exakt festschrieb.
Die im Zuge dieses Vergleichs beschlossenen Pflege- und Erhaltungsmaßnahmen umfassen den Ausbau des Quellbaches und einen Grundwasserausgleich zwischen der Altfläche und den umliegenden Gebieten. Die Kosten für diese Maßnahmen werden zu einem Drittel von der RBG getragen. Das zuständige Landratsamt Kelheim erwarb 2003 außerdem eine angrenzende Waldfläche von 8,4 ha, die der RBG übertragen wurde und die bestehenden Besitzungen auf fast das Doppelte erweiterte. Die RBG kritisierte jedoch, dass diese Maßnahmen zur Erhaltung des Moors nur mangelhaft seien.
Um den charakteristischen Zustand des Moors zu erhalten, werden auch waldbauerische Maßnahmen und eine regelmäßige Mahd der Moorwiesen durchgeführt.
Von 2002 bis 2010 wurde eine Vernässung mittels Grundwasserverrieselung durchgeführt. Diese wurde 2011 ausgesetzt.

## Flora und Fauna
Das Sippenauer Moor bietet zahlreichen seltenen, zum Teil nur hier vorkommenden Arten einen Lebensraum. Neben verschiedenen Pflanzenarten wurde hier 2002 auch eine bis dato unbekannte Familie der Archaeen, sog. kalte Archaeen, entdeckt, die mit den Thiotrix-Schwefelbakterien aus den Karstquellen in Symbiose leben.
Heimisch sind:
Insekten
- Gestreifte Quelljungfer

Pflanzen
- Sumpf-Glanzkraut
- Kriechender Scheiberich
- Rundblättriger Sonnentau
- Langblättriger Sonnentau
- Mehlprimel
- Gewöhnliches Fettkraut

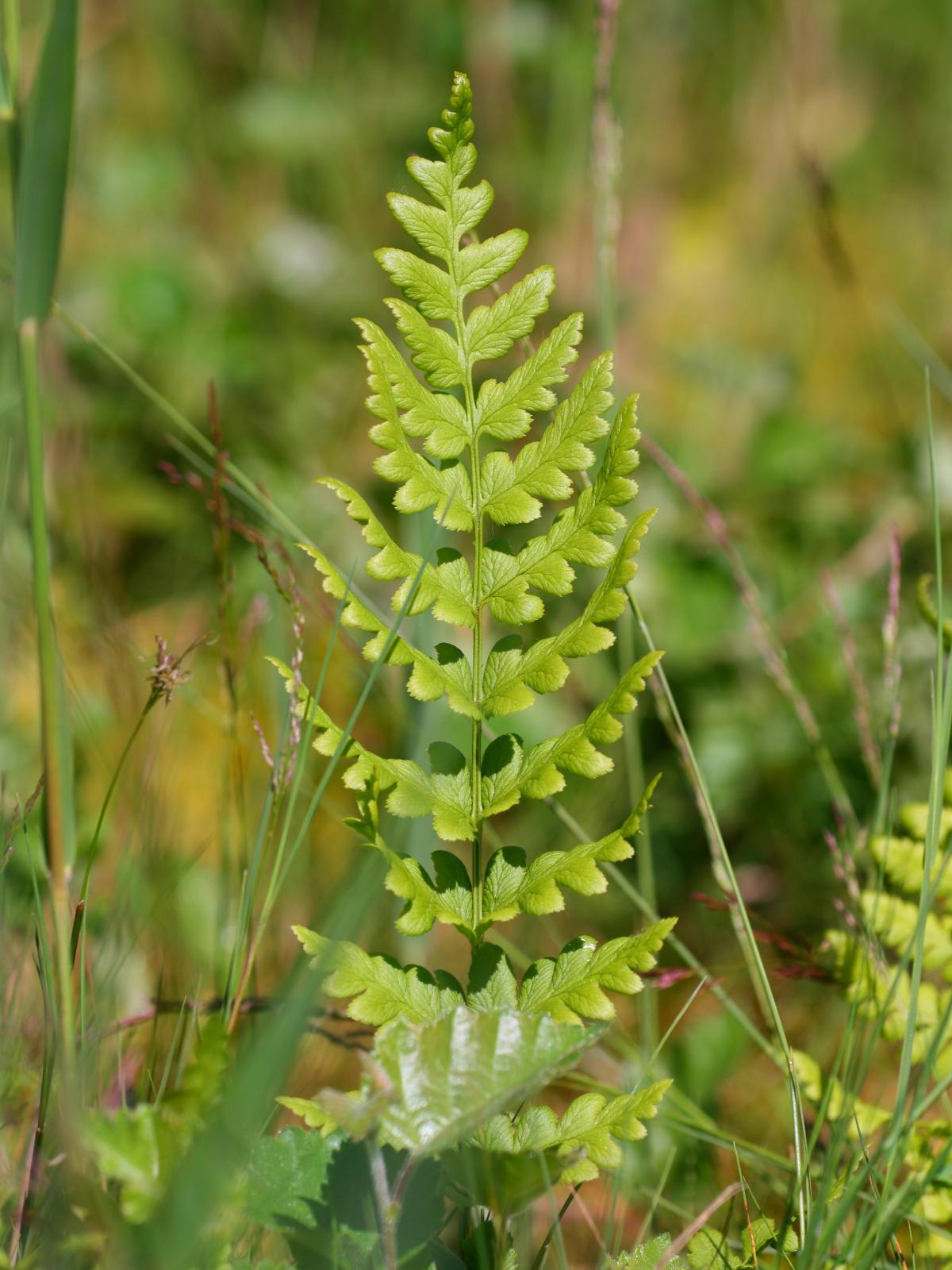
Das Sippenauer Moor stellt einen für den Kammfarn typischen Lebensraum dar

- Kammfarn (einziges Vorkommen in Niederbayern)

- Fleischfarbenes Knabenkraut
- Strohgelbes Knabenkraut
- Breitblättriges Knabenkraut
- Geflecktes Knabenkraut
- Großer Wiesenknopf
- Stumpfblütige Binse
- Breitblättriges Wollgras

Archaeen
- Sulfolobus
- Methanobacterium subterraneum

## Märzbecherkolonien
Besonders eindrucksvoll sind auch die massenhaft auftretenden Märzbecherkolonien („Frühlingsknotenblume“) im Erlenbruch des Baches beim Eingangsbereich des Naturschutzgebietes.

## Geotop
Das Sippenauer Moor ist vom Bayerischen Landesamt für Umwelt als wertvolles Geotop (Geotop-Nummer: 273R007) und Naturdenkmal ausgewiesen.